# 雪佛里椰子
雪佛里椰子（学名：Chamaedorea seifrizii）为棕榈科茶马椰子属下的一个种。